# فالنتين كاربوني
فالنتين كاربوني (بالإسبانية: Valentín Carboni)‏ هو لاعب كرة قدم أرجنتيني، ولد في 5 مارس 2005.

## وصلات خارجية
- فالنتين كاربوني على موقع إي إس بي إن إف سي (الإنجليزية)
- فالنتين كاربوني على موقع قاعدة بيانات كرة القدم.إي يو (الإنجليزية)
- فالنتين كاربوني على موقع ليكيب (الفرنسية)
- فالنتين كاربوني على موقع ناشيونال فوتبول تيمز (الإنجليزية)
- فالنتين كاربوني على موقع Soccerbase.com (لاعب) (الإنجليزية)
- فالنتين كاربوني على موقع Soccerway.com (الإنجليزية)
- فالنتين كاربوني على موقع عالم كرة القدم.نت (الإنجليزية)